# Alexis Crimes
Alexis Marie Crimes (Rancho Cucamonga, 12 giugno 1986) è una pallavolista statunitense.
Gioca nel ruolo di centrale nel Sarıyer.

## Carriera
La carriera di Alexis Crimes inizia nel 2004, nella squadra universitaria della California State University, Long Beach, dove gioca fino al 2007 senza ottenere grandi risultati. Durante il periodo universitario, fa parte della nazionale statunitense juniores, con cui si aggiudica il campionato nordamericano Under-20 2004. Un anno dopo al campionato mondiale juniores, vince il premio di miglior attaccante.
Nel 2008 viene convocata per la prima volta in nazionale maggiore, con cui disputa la Coppa panamericana, dove viene premiata come miglior attaccante. Nel 2009 gioca a Porto Rico nello Llaneras de Toa Baja, con cui vince il campionato portoricano. Sempre nel 2009 viene convocata per la Final Four Cup, dove vince la medaglia d'argento. Un anno dopo vince la medaglia d'argento al Montreux Volley Masters e viene ingaggiata in Austria dallo Schwechat Post, con cui vince il campionato austriaco.
Nella stagione 2011-12 viene ingaggiata dal Bialski Klub Sportowy di Bielsko-Biała, squadra militante nella PlusLiga polacca, mentre nella stagione successiva si trasferisce in Italia, nel Volley Bergamo. Nella stagione 2013-14 passa al club azero della Lokomotiv Bakı Voleybol Klubu, mentre, nella stagione seguente, viene ingaggiata nella Voleybol 1. Ligi turca dal Sarıyer.

## Palmarès

### Club
- Campionato portoricano: 1

2009
- Campionato austriaco: 1

2010-11

### Nazionale (competizioni minori)
- Campionato nordamericano Under-20 2004
- Final Four Cup 2009
- Montreux Volley Masters 2010

### Premi individuali
- 2004 - All-America Third Team
- 2005 - Campionato mondiale juniores: Miglior attaccante
- 2008 - Coppa panamericana: Miglior attaccante